# カンサーノ
カンサーノ（イタリア語: Cansano）は、イタリア共和国アブルッツォ州ラクイラ県にある、人口約200人の基礎自治体（コムーネ）。

## 地理

### 位置・広がり

#### 隣接コムーネ
隣接するコムーネは以下の通り。括弧内のCHはキエーティ県所属を示す。
- カンポ・ディ・ジョーヴェ
- パチェントロ
- パレーナ (CH)
- ペスココスタンツォ
- ペットラーノ・スル・ジーツィオ
- スルモーナ